# Acacia notabilis
Acacia notabilis är en ärtväxtart som beskrevs av Ferdinand von Mueller. Acacia notabilis ingår i släktet akacior, och familjen ärtväxter. Inga underarter finns listade i Catalogue of Life.